# 杭嘉湖地区
地理，历史，文化等方面，杭嘉湖地区一般指浙江省东北部和北部，杭州、嘉兴、湖州三城市为中心的区域。

## 区域
一般指位于太湖与钱塘江下游和杭州湾之间的区域，北连上海、江苏，东濒杭州湾，西接皖南丘陵山地。 东部为杭嘉湖平原，地势低平，运河水道纵横密布；西部为低山丘陵，有天目山、莫干山等，地形起伏。
这个词也用于指包含下属区县的杭州市，嘉兴市和湖州市三市。
有时也用于指杭嘉湖平原，包含了江苏，上海等部分区域。

## 历史
清朝时设置有杭嘉湖道，民国初废。